# بوتارجا
البوتارجا عبارة عن كيس من بطارخ السمك المملح والمجفف، وعادة ما يكون من سمك البوري الرمادي أو سمك التونة ذو الزعانف الزرقاء. يتم إنتاج أشهر نسخة في البحر الأبيض المتوسط. الأطعمة المشابهة هي الكاراسومي الياباني والويويتسو التايواني، وهو أكثر ليونة، والأيوران الكوري، من البوري أو سمكة الطبل العذبة.
لها أسماء عديدة ويتم تحضيرها بطرق مختلفة. بسبب ندرتها والتحضير المعقد لها، فهي باهظة الثمن وتعتبر من الأطعمة الفاخرة.

## التسمية
الاسم الإنجليزي (bottarga) تم استعارته من الإيطالية. يُعتقد أن الكلمة الإيطالية مأخوذة من الكلمة العربية (بطارخة) وجمعها (بطارخ)، والتي جاءت من اليونانية البيزنطية ᾠοτάριχον" ('oiotárikhon')، وهي مزيج من الكلمتين "ᾠόν" (بيض) و"τάριχον' (مخلل).
يمكن إرجاع اللفظ الإيطالي إلى ق. 1500، حيث ظهر الشكل اليوناني للكلمة، عند ترجمتها إلى اللاتينية باسم "ova tarycha"، في كتاب De Honesta Voluptate لبارتولوميو بلاتينا (حوالي عام 1474)، وهو أقدم كتاب طبخ مطبوع. في مخطوطة إيطالية "موازية بشكل وثيق" لكتاب طبخ بلاتينا ويرجع تاريخها إلى فترة وجيزة بعد نشره، تم إثبات "botarghe" في المقطع المقابل.
أول ذكر للشكل اليوناني ('oiotárikhon') ورد في القرن الحادي عشر، في كتابات سمعان سيث الذي ندد بالطعام باعتباره شيئًا يجب "تجنبه تمامًا"، على الرغم من أن عبارة مماثلة ربما كانت مستخدمة منذ العصور القديمة بنفس الدلالة.
وقد اقترح أن كلمة (outarakhon) القبطية قد تكون شكلاً وسيطًا بين اليونانية والعربية، في حين أن فحص المتغيرات اللهجية للكلمة اليونانية "'ᾠόν'" "بيضة" يشمل الكلمة اليونانية البنطية "ὠβόν" (حيث يتم صيد البوري تقليديًا)، و"ὀβό" أو "βό" في أجزاء من آسيا الصغرى. يأتي الاسم اليوناني الحديث من اليونانية البيزنطية، حيث حلت الكلمة الحديثة "αυγό" محل الكلمة القديمة "ᾠóν".

## تاريخ

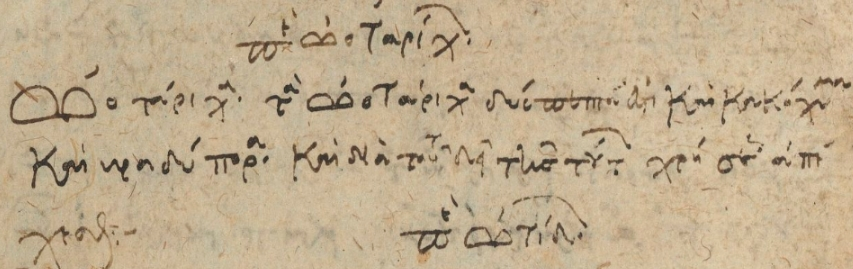
نصيحة الطبيب البيزنطي سمعان سيث في القرن العاشر حول كلمة "ootaricho" (الشكل اليوناني في العصور الوسطى للكلمة): تجنبها تمامًا.

تم توثيق إنتاج البوتارجا لأول مرة في دلتا النيل في القرن العاشر قبل الميلاد.
في القرن الخامس عشر، وصف مارتينو دا كومو إنتاج البوتارجا عن طريق التمليح ثم التدخين لتجفيفه.

## التحضير
يتم تصنيع البوتارجا بشكل أساسي من كيس بيض البوري الرمادي. في بعض الأحيان يتم تحضيره من سمك التونة ذو الزعانف الزرقاء الأطلسي) أو سمك التونة ذو الزعانف الصفراء. يتم تدليكها باليد للتخلص من جيوب الهواء، ثم يتم تجفيفها ونقعها في ملح البحر لعدة أسابيع. النتيجة هي بلاطة صلبة وجافة. في السابق، كان يتم طلائها عمومًا بشمع العسل للحفاظ عليها، كما هو الحال حتى الآن في اليونان ومصر. قد يختلف وقت المعالجة اعتمادًا على المنتج والملمس المطلوب بالإضافة إلى تفضيلات المستهلكين، والتي تختلف حسب البلد.
عادة ما يتم تقطيع البوتارجا إلى شرائح رقيقة أو مبشورة عند تقديمها.

## المناطق

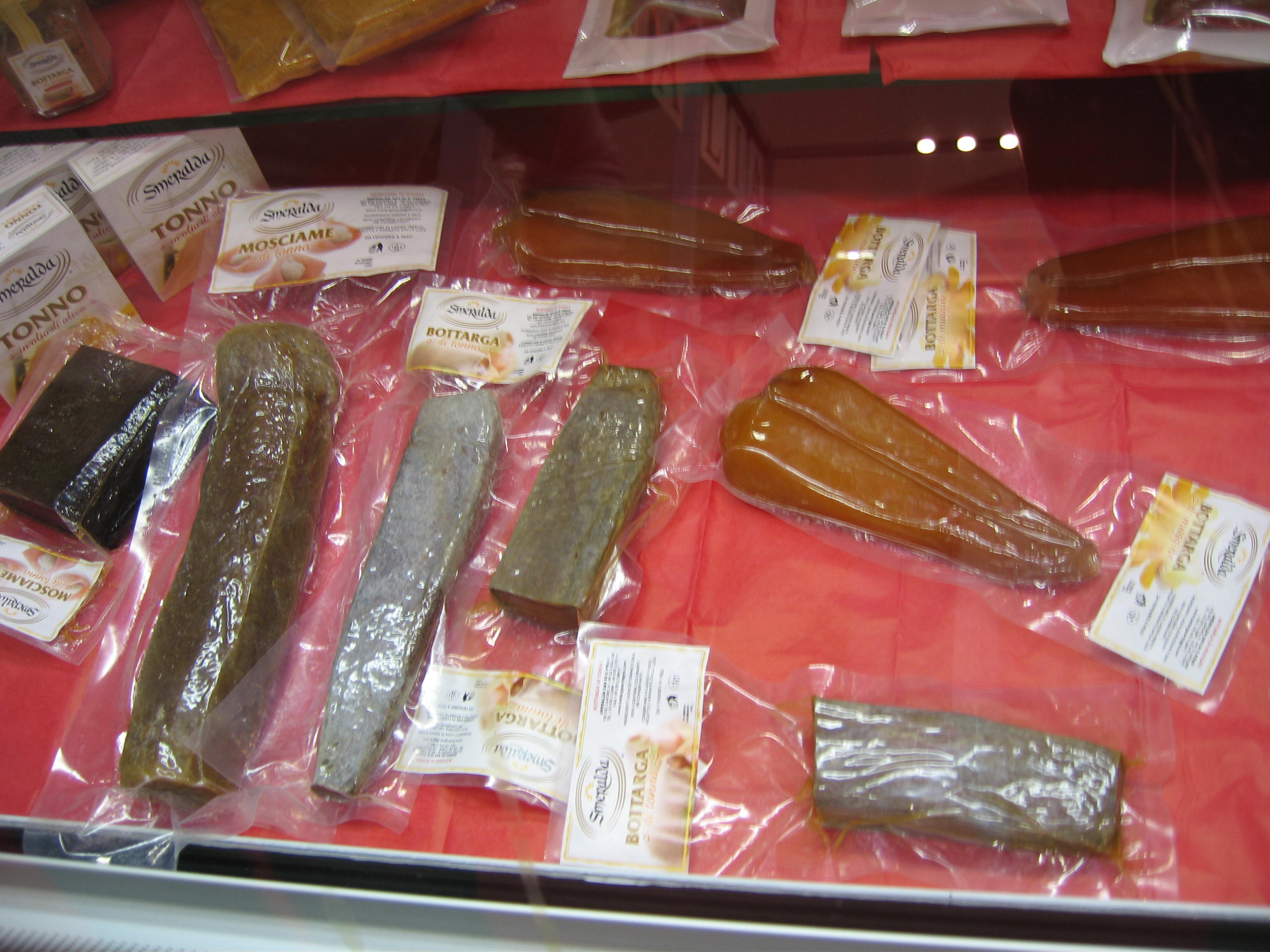
عرض مجموعة متنوعة من البوتارجا الإيطالية المعبأة في منضدة الذواقة

### كرواتيا
في كرواتيا، يُعرف هذا الطعام الفاخر باسم بوتارجا أو بوتاردا. ويتم عادة قليه قبل التقديم.

### تونس
البوتارجا التونسية، برتقالية اللون ومصبوبة في الشمع أو معبأة بالإفراغ، مصنوعة من بيض البوري وهي معروفة كمنتج مطلوب بشدة. كان في البداية سمة من سمات المطبخ اليهودي التونسي، ثم تم تقديمه إلى تونس من قبل اليهود من القسطنطينية أثناء الحكم العثماني، في وقت مبكر من القرن السادس عشر.

### مصر
يتم إنتاج البوتارجا في منطقة بورسعيد.  يتم نطقها عادة (بطارخ) في جميع أنحاء مصر.

### فرنسا
الاسم الفرنسي المعتاد هو (boutargue). في بروفنس، يطلق عليه اسم (poutargue) ويتم إنتاجه في مدينة مارتيج.

### اليونان
في اليونان يطلق عليها (avgotaraxo) أو (avgotaracho) (باليونانية: αβγοτάραχο-αυγοτάραχο)‏. ويتم إنتاجها بشكل أساسي من أسماك البوري ذات الرأس المفلطح التي يتم اصطياده في البحيرات اليونانية. يتم إزالة المبايض الناضجة بالكامل من الأسماك، وغسلها بالماء، وتمليحها بالملح البحري الطبيعي، وتجفيفها تحت أشعة الشمس، وإغلاقها في شمع العسل المذاب.
أفجوتاراتشو ميسولونغيو (Avgotaracho Messolonghiou)، المصنوع من الأسماك التي يتم اصطيادها في بحيرات ميسولونغي-إتوليكو، هو تسمية منشأ أوروبية ويونانية محمية، وهو أحد منتجات المأكولات البحرية القليلة التي تحمل تسمية المنشأ المحمية.

### إيطاليا

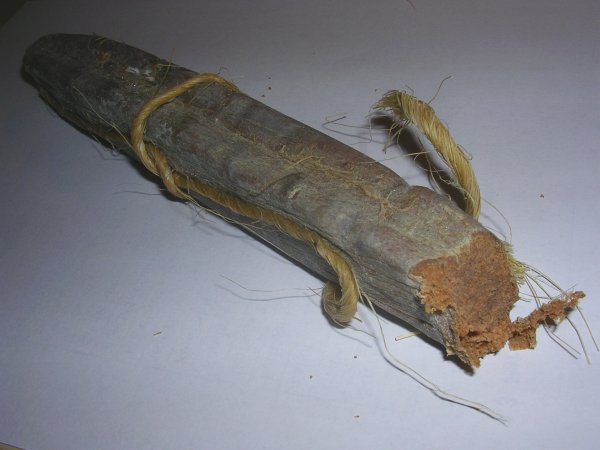
بوتارجا سمك التونة ذو الزعانف الزرقاء من فافينيانا، صقلية

في إيطاليا، يتم تصنيعه من سمك التونة ذو الزعانف الزرقاء في صقلية، ومن سمك البوري ذي الرأس المفلطح في سردينيا، حيث يطلق عليه اسم (butàriga) باللغة السردينية.
يمكن مقارنة خصائصها الطهوية بخصائص البلمية الجافة، على الرغم من أنها أكثر تكلفة بكثير. في كثير من الأحيان، يتم تقديمها مع زيت الزيتون أو عصير الليمون كمقبلات مصحوبة بالخبز أو الكروستيني. كما يتم استخدامها في أطباق المعكرونة.
يتم تصنيف البوتارجا كمنتج غذائي تقليدي (Prodotto agroalimentare tradizionale).

### موريتانيا
يتم إنتاج البوتارجا في موريتانيا والسنغال.

### تركيا
في تركيا، يتم تصنيع البوتارجا من بيض البوري الرمادي. وهو مدرج في سفينة الذوق. يتم إنتاجها في داليان، على الساحل الجنوبي الغربي لتركيا، من الأسماك الناضجة المهاجرة من بحيرة كويجيز.

### إسبانيا
يتم إنتاج واستهلاك البوتارجا في إسبانيا بشكل رئيسي في المنطقة الجنوبية الشرقية من البلاد، في منطقة مرسية المتمتعة بالحكم الذاتي ومقاطعة أليكانتي. يتم تصنيعها عادة من مجموعة متنوعة من البيض بما في ذلك، على سبيل المثال لا الحصر، البوري الرمادي، والتونة، والبينيث، أو حتى سمكة الطبل الأسود أو السمكة الشائعة (وهذان الأخيران أرخص إلى حد ما وأقل قيمة). يتركز الجزء الأكبر من إنتاجها حول مدينة سان بيدرو ديل بيناتار، وحتى شواطئ مار مينور، حيث توجد أيضًا برك الملح.

### الولايات المتحدة
يوجد العديد من المنتجين في فلوريدا. تذكر هيئة السياحة في مقاطعة ماناتي أن عملية صنع البوتارجا تم تصويرها في الجداريات المصرية القديمة، وأن هناك وثائق من القرن السادس عشر تشير إلى أن الأمريكيين الأصليين على طول الساحل الغربي لفلوريدا كانوا يستهلكون بيض البوري المجفف عندما واجههم المستكشفون الأوروبيون.

### أماكن أخرى
هناك العديد من المنتجين الصغار في أماكن أخرى. على سبيل المثال، يتم إنتاج البوتارجا من سمك القد الأطلسي (البقلة الأطلسية) في شمال النرويج، حيث يتم تجفيفها بالهواء.